# Rio Harts
Rio Harts é um rio da África do Sul.